# Guillermo fitzWimund
Guillermo fitzWimund, también William d'Albrincis (Latín: Guillelmus de Abrincis filius Witmundi, c. 1037-1087) fue un noble anglonormando, vizconde de Avranches en Normandía, y de Okehampton y Folkestone en Inglaterra. Era hijo de Wimund [Guimond] d'Avranches (de Abrincis, c. 1040), señor de La Haye-Pesnel. Era vasallo de Baldwin fitz Gilbert. Guillermo fitzWimund llegó a Inglaterra siguiendo a Guillermo el Conquistador, pero mantuvo el nombre de origen de Avranches. Tras la batalla de Hastings recibió varios feudos y el señorío de Hougham, cerca de Dover y fue uno de los ocho caballeros custodio del castillo de Dover bajo el mando de John de Fiennes. Guillermo debió aportar 21 hombres durante 28 semanas por 21 honores de caballero.
Fue apoyo y donante de la abadía de Mont-Saint-Michel.

## Herencia
Esposó con Mathilde FitzBaldwin de Meules (c. 1055), hija de Baldwin fitz Gilbert. Tuvieron varios hijos:
- Ralph de Avenal d'Avranches (c. 1069-1129);
- Robert d'Abrincis [d'Avranches], señor de Okehampton, Sheriff [hereditario] de Kent y Devonshire. Robert esposó con Hadvise, una hija de Gelduin de Dol.[6]
- Turgis d'Avranches;
- Rualon [Roland] d'Avranches, señor de Folkestone;
- Maud [?] d'Avranches (c. 1080-1130), esposa de Guillermo II Paynel, señor de Les Moutiers-Hubert.[7]